# Valencia del Ventoso
Valencia del Ventoso ist eine südwestspanische Kleinstadt und eine Gemeinde (municipio) mit 1.885 Einwohnern (Stand: 2024) im Süden der Provinz Badajoz in der Autonomen Gemeinschaft Extremadura.

## Lage und Klima
Die etwa 500 m hoch gelegene Kleinstadt Valencia del Ventoso liegt an der Verbindungsstraße zwischen Sevilla (130 km südsüdöstlich) und Badajoz (ca. 100 km nordnordwestlich) am Río Ardila, der die nördliche Gemeindegrenze bildet. Das Klima ist gemäßigt bis warm; Regen (ca. 504 mm/Jahr) fällt überwiegend im Winterhalbjahr.

## Bevölkerungsentwicklung
| Jahr      | 1970 | 1981 | 1991 | 2001 | 2011 | 2021 |
| Einwohner | 3605 | 2882 | 2531 | 2298 | 2154 | 1931 |

Aufgrund der zunehmenden Mechanisierung der Landwirtschaft, der Aufgabe bäuerlicher Kleinbetriebe („Höfesterben“) und dem daraus entstandenen Mangel an Arbeitsplätzen wanderten viele Familien und Einzelpersonen seit der Mitte des 20. Jahrhunderts in die größeren Städte ab („Landflucht“).

## Geschichte
Auf dem Gemeindegebiet befindet sich die Megalithanlage in der Nähe des Río Ardila (Menhires de la cuenca del Ardila).

## Sehenswürdigkeiten
- Iglesia de Nuestra Señora de la Esperanza
- Reste der Burganlage von Valencia del Ventoso aus dem 15. Jahrhundert (Palacio del Comendador)
- Burgruine von Cañaveral aus dem 14. Jahrhundert

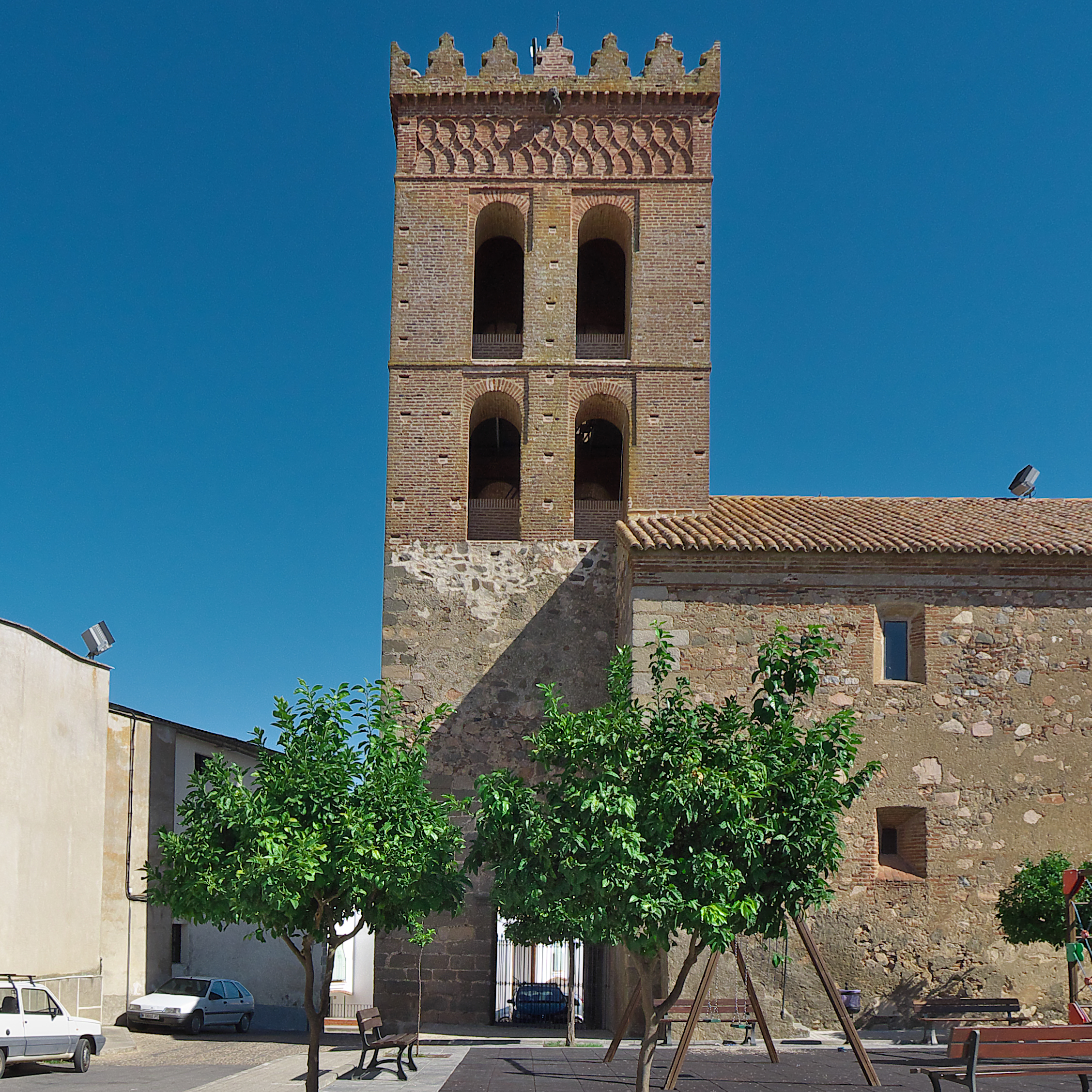
Iglesia de Nuestra Señora de la Esperanza